# NGC 7371
NGC 7371 је спирална галаксија у сазвежђу Водолија која се налази на NGC листи објеката дубоког неба.
Деклинација објекта је - 11° 0' 2" а ректасцензија 22h 46m 3,6s. Привидна величина (магнитуда) објекта NGC 7371 износи 11,6 а фотографска магнитуда 12,5. Налази се на удаљености од 31,2000 милиона парсека од Сунца. NGC 7371 је још познат и под ознакама MCG -2-58-1, NPM1G -11.0516, PGC 69677.